# 非洲葡萄牙語諸國

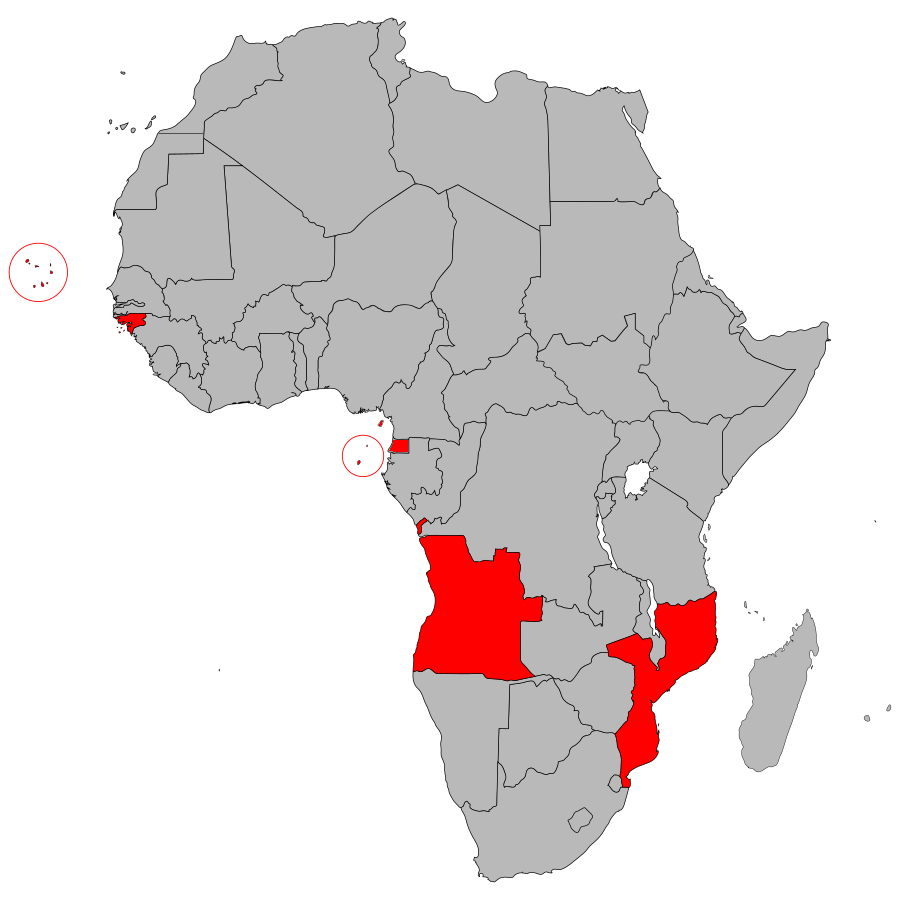
非洲葡語諸國（以红色突出標示）

非洲葡萄牙語諸國，又称非洲葡语国家，是指6个把葡萄牙语作为官方語言的非洲國家：安哥拉、佛得角、几内亚比绍、莫桑比克、圣多美和普林西比以及2011年加入的的赤道几内亚。这6个国家均為葡萄牙帝国的前殖民地。从1778年直到独立，赤道幾內亞亦為西班牙帝国的殖民地。
1979年，5個原为葡萄牙殖民地的非洲國家組成“以葡萄牙语为官方语言的非洲国家”组织（葡萄牙語：Países Africanos de Língua Oficial Portuguesa，缩写为PALOP），取代葡萄牙殖民地民族主义组织会议。该组织的成員國已经與葡萄牙、歐洲聯盟、及联合国签署正式协议，其將共同努力促進文化、教育的發展和葡萄牙语的保存。 
1996年，非洲葡語諸國與葡萄牙以及巴西共同組成了葡萄牙语国家共同体，东帝汶後於2002年加入，而赤度幾內亞則於2014 年加入。

## 非洲葡語國家（PALOP）

### 葡萄牙前殖民地
- 安哥拉
- 莫桑比克
- 聖多美和普林西比

- 赤道几内亚（1474年至1778年間作為葡萄牙殖民地，西班牙殖民地之後作為西班牙殖民地，直到1968年）

赤道几内亚於 2011 年 10 月將葡萄牙语納為其第三种官方语言使用。 赤道几内亚最初為葡萄牙殖民地，后於 1778 年被作为和平协议之一部分出售予西班牙（還涉及美洲南锥体的萨克拉门托殖民地），赤道几内亚已采用葡萄牙语作为该国的第三种官方语言，以便被允许加入CPLP（葡語國家共同體） ，儘管chi与其他国家的歷史與文化共性有限。 
赤道几内亚一直以來都不被視作 PALOP 的一部分，亦非2014 年 6 月 FORPALOP的创始成员，葡萄牙语在全国范围内亦很少使用。然而，它在 2014 年被接纳加入 CPLP，随后成为 FORPALOP 的第六个成员。（只因其官方語言包含葡語） 

## 共享的后殖民遗产
此五非洲国家均為葡萄牙帝国前殖民地，葡萄牙帝国於 1974 年里斯本康乃馨革命军事政变后不久便崩潰。葡萄牙殖民战争紧张局势过度擴張並削弱了葡萄牙的独裁政權，並導致安东尼奥·德·奥利维拉·萨拉查的政权被推翻。 年轻的军官对一场遥远並且繁重的战争感到失望，於是开始支持反对葡萄牙的独立抵抗运动，并於最终促成了 在1974 年 4 月 25 日發生的的军事政变。 
在 1970 年代获得独立之后，葡萄牙殖民帝国的长期统治仍对非洲国家产生了不同程度的影響。葡萄牙帝国建设的遗产遍及后殖民话语，試圖解释现代民族国家在葡语非洲的发展并阐明 其失败。

## 葡萄牙語緊湊形
葡萄牙語契约乃為非洲开发银行之一项倡议，旨於加速葡语非洲国家的包容性、可持续和多元化私营部门增长。此契约活动的主要目标是部署技术援助工具和计划，利用各方可用的风险缓解工具，并利用各方可用的融资工具。   

## 另見

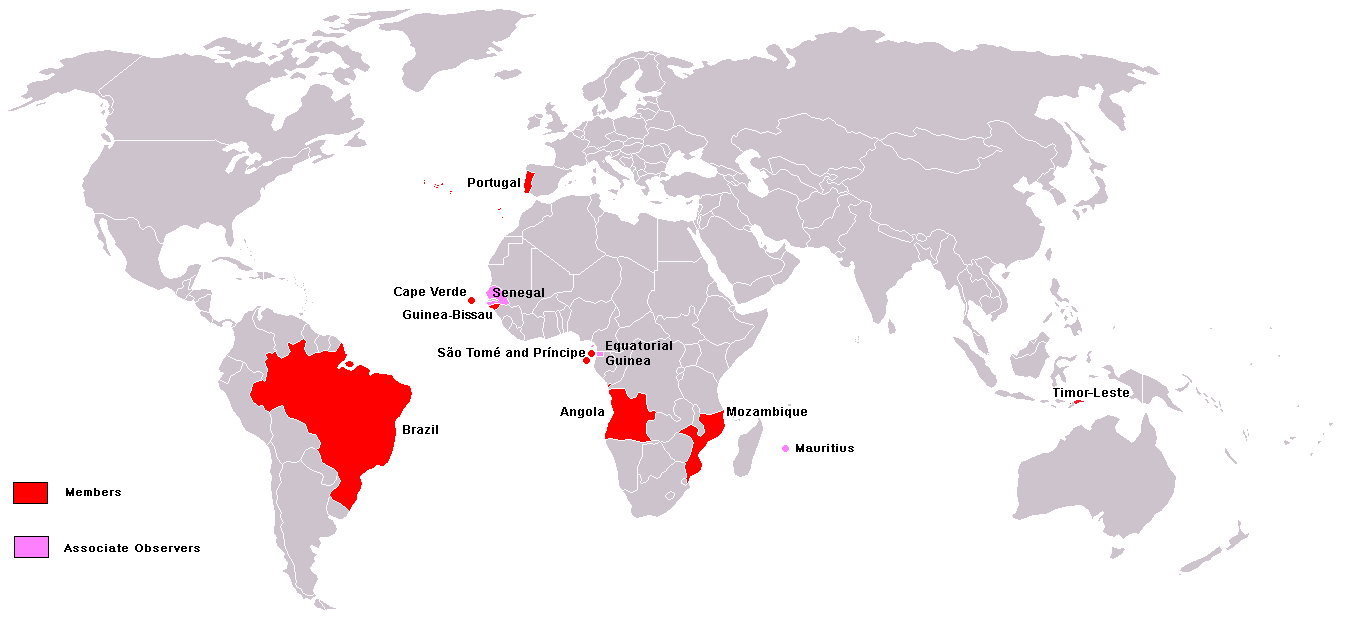
葡萄牙语国家共同体（CPLP）成员

- 葡萄牙语国家共同体
- 葡萄牙語國家及地區列表